# Дворец за удоволствие
Дворец за удоволствие (на немски: Lustschloss, на френски: Maison de plaisance) се нарича малък дворец, предимно на княжески собственик.
Използван е за лична наслада и е обитаван постоянно или посещаван в свободното време извън официалния придворен протокол и държавните задължения. Обикновено се е намирал в близост до по-големи резиденции.
- Дворец Фаворите, Лудвигсбург
- Дворец Сансуси, Потсдам
- Мраморен дворец, Потсдам
- Дворец Бенрат, Дюселдорф

|  | Тази страница частично или изцяло представлява превод на страницата Lustschloss в Уикипедия на немски. Оригиналният текст, както и този превод, са защитени от Лиценза „Криейтив Комънс – Признание – Споделяне на споделеното“, а за съдържание, създадено преди юни 2009 година – от Лиценза за свободна документация на ГНУ. Прегледайте историята на редакциите на оригиналната страница, както и на преводната страница, за да видите списъка на съавторите. ВАЖНО: Този шаблон се отнася единствено до авторските права върху съдържанието на статията. Добавянето му не отменя изискването да се посочват конкретни източници на твърденията, които да бъдат благонадеждни. |